# Municipio de Twin Hill
El municipio de Twin Hill (en inglés: Twin Hill Township) es un municipio ubicado en el condado de Towner en el estado estadounidense de Dakota del Norte. En el año 2010 tenía una población de 39 habitantes y una densidad poblacional de 0,42 personas por km².

## Geografía
El municipio de Twin Hill se encuentra ubicado en las coordenadas 48°40′55″N 99°1′58″O / 48.68194, -99.03278. Según la Oficina del Censo de los Estados Unidos, el municipio tiene una superficie total de 92.74 km², de la cual 90,41 km² corresponden a tierra firme y (2,52 %) 2,33 km² es agua.

## Demografía
Según el censo de 2010, había 39 personas residiendo en el municipio de Twin Hill. La densidad de población era de 0,42 hab./km². De los 39 habitantes, el municipio de Twin Hill estaba compuesto por el 100 % blancos. Del total de la población el 0 % eran hispanos o latinos de cualquier raza.